# Alyssopsis mollis
Alyssopsis mollis är en korsblommig växtart som först beskrevs av Nikolaus Joseph von Jacquin, och fick sitt nu gällande namn av Otto Eugen Schulz. Alyssopsis mollis ingår i släktet Alyssopsis och familjen korsblommiga växter. Inga underarter finns listade i Catalogue of Life.